# Holochlora ensis
Holochlora ensis är en insektsart som först beskrevs av Wilhem de Haan 1842.  Holochlora ensis ingår i släktet Holochlora och familjen vårtbitare. Inga underarter finns listade i Catalogue of Life.